# Charlie Frazier
L. Charles „Charlie“ Frazier (* 17. August 1907 in Radford (Virginia); † 3. September 2002 in Port Charlotte, Florida) war ein US-amerikanischer Jazzmusiker (Tenorsaxophon, auch Flöte, Klarinette).

## Leben und Wirken
Frazier arbeitete ab den frühen 1930er-Jahren im Jacksonville Harmony Trio, mit dem 1927 in Savannah erste Plattenaufnahmen für Victor entstanden. Ab 1929 war er Mitglied im King Oliver Orchestra, arbeitete in den folgenden Jahren u. a. auch mit James P. Johnson, Dave Nelson and the King’s Men, Willie Bryant, Blanche Calloway und Putney Dandridge. Von 1937 bis 1944 spielte er bei Jimmy Dorsey, 1945 bei George Paxton, 1947 bei Cab Calloway. In den 1950er- und 60er-Jahren arbeitete er noch mit Wini Brown, Budd Johnson, Harry Dial; letzte Aufnahmen entstanden 1980 mit der Harlem Blues and Jazz Band (u. a. mit Eddie Durham, Ram Ramirez, Tommy Benford), mit der er auch in Dresden gastierte. Frazier war von 1927 bis 1980 an 161 Aufnahmesessions beteiligt.